# Hebe de Bonafini
Hebe Pastor de Bonafini (La Plata, 4 de dezembro de 1928 – 20 de novembro de 2022) foi uma ativista argentina pelos direitos humanos e uma das fundadoras da associação Mães da Praça de Maio, organização de mães de detentos-desaparecidos durante o autodenominado Processo de Reorganização Nacional, a ditadura que governou a Argentina entre 1976 e 1983, e da Fundação Mães da Praça de Maio, da qual dependem um instituto universitário privado, um jornal, uma rádio, uma casa cultural, uma livraria e administra um centro cultural onde antes se encontrava o centro clandestino La ESMA.

## Biografia

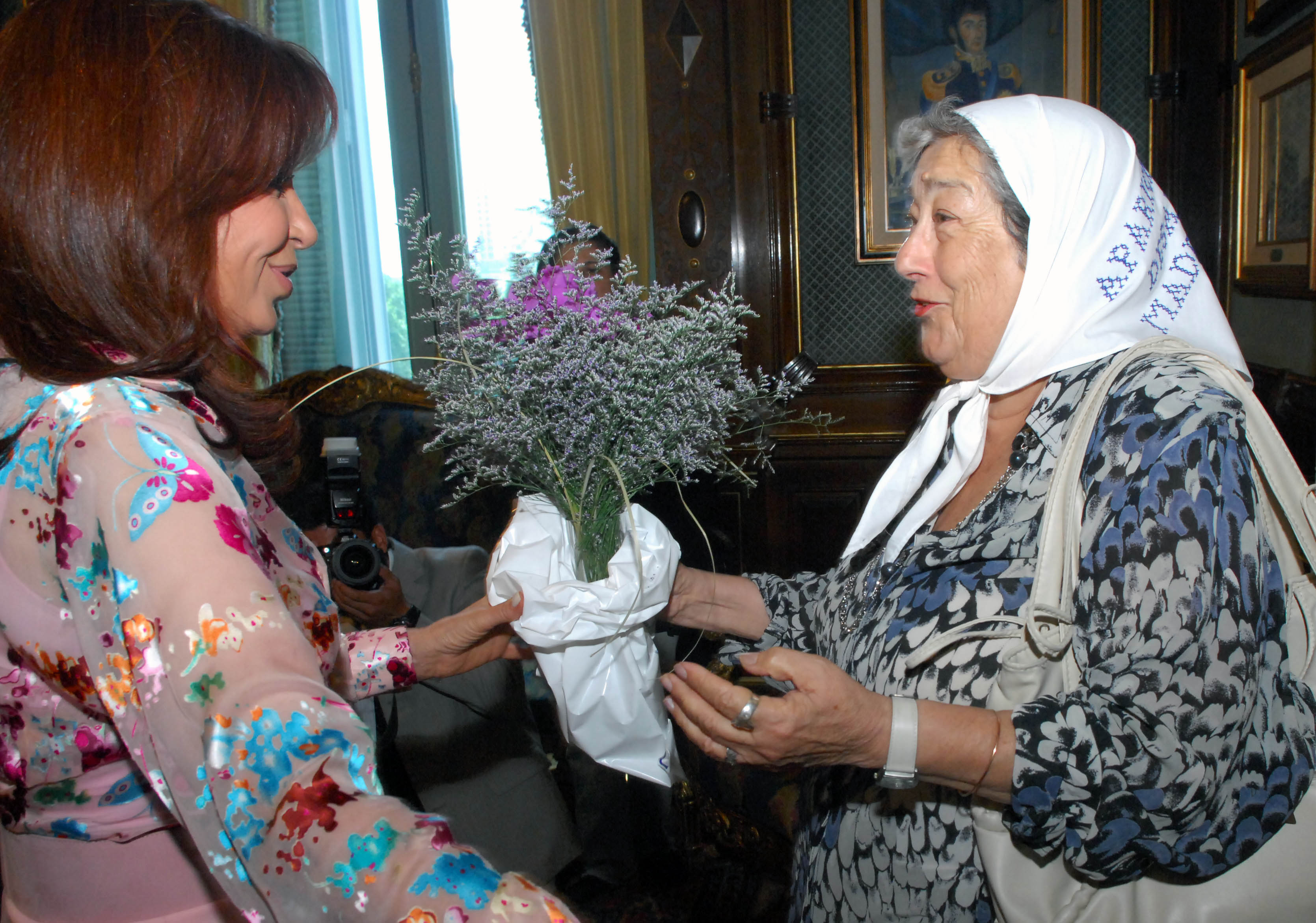
Hebe de Bonafini em uma reunião com a presidenta argentina Cristina Fernández de Kirchner.

Hebe de Bonafini era uma dona de casa que cursou unicamente a escola primária. Casou-se em 29 de dezembro de 1942, aos 14 anos, com Humberto Alfredo Bonafini, com quem teve três filhos, Jorge Omar, Raúl Alfredo e María Alejandra. Em 8 de fevereiro de 1977, seu filho mais velho Jorge Omar foi sequestrado e desaparecido, em La Plata, e em 6 de dezembro desse ano ocorreu o mesmo a seu outro filho homem, Raúl Alfredo, em Berazategui. Em 25 de maio de 1978, desapareceria também seu nora, María Elena Bugnone Cepeda, esposa de Jorge.
Hebe de Bonafini foi presidenta da Associação Mães da Praça de Maio desde 1979, onde se destacou pela luta contra a impunidade dos culpados de delitos de lesa humanidade, bem como por reivindicar a vida dos desaparecidos, rendendo homenagens a seus atos ainda em vida e não só a seu desaparecimento.
Seu esposo, Humberto Bonafini, morreu em setembro de 1982.
Em 1987, quando o músico britânico Sting visitou o país, convidou a organização a subir ao palco do estádio do River Plate. Durante a canção They dance alone, as Mães passearam no palco ao compasso da canção que tinham inspirado.
Em 1991, Bonafini numa emissão do programa El Perro Verde que era conduzido pelo jornalista espanhol Jesús Quintero, a líder das Mães chamou ao então presidente Carlos Menem de «lixo», pelo qual o mandatário lhe processou por «desacato». Em 1998, a Câmara de Apelações considerou que a causa se encontrava prescrita e que o ex-presidente devia pagar os custos, que chegavam a 4500 pesos. O expediente foi elevado por Menem à Corte Suprema em 1999.
Em 1996 ― durante o menemismo ― Hebe de Bonafini foi ferida na cabeça pela polícia numa manifestação universitária em repúdio à reforma do estatuto da Universidade Nacional de La Plata e à Lei de Educação Superior, quando o Corpo de Infantaria da Polícia Bonaerense exercia uma brutal repressão. Ficou gravemente ferida e ficou com seu lenço branco tingido de vermelho, mas declarou: «O sangue do lenço é a ameaça mais forte deste governo para dizer que paremos. [...] Não vão nos parar! Nem um passo atrás, carajo!».
Em 1998, quando a banda U2 visitou a Argentina, seus integrantes estiveram na organização das Mães e as convidaram a subir ao palco em sua apresentação. Ali, Hebe de Bonafini presenteou seu lenço branco a Bono.
Em várias oportunidades, Hebe de Bonafini sofreu ataques contra sua pessoa, pessoas próximas e a associação, desde insultos, ameaças de morte até torturas. Em 2001, duas pessoas invadiram a casa de Bonafini e, não encontrando Hebe, torturaram a sua filha Alejandra, golpeando-a brutalmente e queimando-a com cigarros.
Bonafini foi convidada a dar conferências e palestras, tanto na Argentina quanto no exterior. Alguns dos lugares onde proferiu discursos são: num acampamento dos Sem Terra, no Mato Grosso (no Brasil); em Chiapas (no México) com o convite para apoiarem o Subcomandante Marcos; na Universidade da Califórnia, em Riverside (Estados Unidos) ao receber um título Honoris Causa; Havana (Cuba), onde numa das oportunidades foi oradora nas comemorações de Primeiro de Maio; Astúrias (na Espanha), convidada pelo Grupo de Apoio do País Basco; Caracas (Venezuela) na Segunda Jornada de Saúde Mental; Porto Rico, na assembleia do Colégio de Advogados; Milão, Brescia, Verona, Turim, Rivoli, Riccione e Módena (na Itália), convidada pelo Comitê de Solidariedade Internacionalista Arco Íris; Paris (França), quando a fundação recebeu o Prêmio UNESCO de Educação pela Paz; Belgrado (Iugoslávia), para participar de um ato de repúdio à guerra.
Desde 2004 difundiu seu pensamento em programas de rádio, como Transformaciones del Pañuelo Blanco (desde 2007) ou La Voz de las Madres.
Desde 2008 as Mães da Praça de Maio administram o chamado Centro Cultural Nuestros Hijos, no antigo campo de concentração ESMA (Escola Superior de Mecânica da Armada) em Buenos Aires.
Em 2009 começou a dar aulas de culinária e política nesse mesmo centro.
Bonafini morreu em 20 de novembro de 2022, aos 93 anos de idade.